# Carloalberto Giordani
Carloalberto Giordani (Isola della Scala, 24 de octubre de 1997) es un deportista italiano que compitió en ciclismo en las modalidades de pista y ruta. En los Juegos Europeos de Minsk 2019 obtuvo una medalla de plata en la prueba de persecución por equipos.

## Medallero internacional
| Juegos Europeos | Juegos Europeos     | Juegos Europeos  | Juegos Europeos         |
| Año             | Lugar               | Medalla          | Competición             |
| --------------- | ------------------- | ---------------- | ----------------------- |
| 2019            | Minsk (Bielorrusia) | Medalla de plata | Persecución por equipos |